# Tula (escravo)
Tula (morreu em 3 de outubro de 1795) foi um escravo Curaçauense que libertou-se e fez a revolta dos escravos que convulsionou a ilha por mais de um mês. Ele é reverenciado hoje em Curaçao como um lutador pelos direitos humanos e independência. Ele foi executado em 3 de outubro de 1795.
O filme Tula: A Revolta (2013) é baseado na história de vida de Tula.